# Български барак
Българският барак е българска порода твърдокоcmести ловни кучета.

## История на породата
Българският барак е древна порода с не докрай изяснена история. cmята се, че с идването си на Балканите прабългарите довели със себе си кучета, които по описание приличат на съвременния барак. По-късно за развитието на породата допринасят и ловните кучета на оcmанските турци.

## Стандарт на породата

### Общ вид
Българският барак е гонче със среден ръст. Има силно, хармонично тяло с удължена форма.
Важни пропорции: Индекс (показател) на неговия формат е:
– мъжки от 106 до 113
– женски от 108 до 115
Дължината на муцуната е 40 – 45% от дължината на главата.
Ръст: мъжки от 53 до 58 cm, женски от 48 до 53 cm.
Тегло: мъжки 23 – 27 kg, женски 19 – 22 kg.
Конституция: здрава, суха. Кожа – еластична, без гънки

### Характер
Българският барак има уравновесен тип нервна система, с жив темперамент и силно развита ловна страст, привързан към своя стопанин и недоверчив към непознати хора. Гласът му е басов и ясен, чуващ се отдалече.

### Предназначение на породата
Българският барак е гонче, което се използва за лов на дребен и едър космат дивеч. Има добре развито обоняние и чувство за ориентация.

### Глава
Суха, дълга пропорционално развита спрямо тялото, с дължина около 45% от височината на холката и хоризонтално държана по отношение на тялото, в спокойно състояние.

Череп: дълъг, средно широк, плосък, достатъчно обемен с плоско чело. Умерено развити надочни дъги. Челната бразда е добре установима при пипане. Добре изразен окципитален израстък.

Стоп: изразен.

Нос: добре развита носна гъба с черен цвят, вградена в контурите на муцуната, леко издадена напред. При жълтите екземпляри носната гъба може да е и кафява.

Муцуна: средно дълга, дълбока, с прав профил до предния край на носните кости, след което профилът към носната гъба е леко наклонен надолу.

Бърни: стегнати, средно дебели с тъмен цвят не обрзуващи гънки.

Зъби: здрави, бели, пълен набор (42), резците са дъговидно подредени. Ножицовидна захапка.

### Врат
Здрав, средно дълъг, с добре развити мускули и без гънки. Разположен под ъгъл 40 градуса към тялото, в спокойно състояние.

### Уши
Средно дълги, широки, висящи, ниско поставени, със заоблени краища. Меки на пипане, с тънък хрущял. Добре лежащи към главата.

### Очи
Средно големи, бадемовидни, косо разположени, със стегнати клепачи. Цвят – от светло до тъмно кафяви.

### Крайници
- Предни: сухи, здрави, с правилна постановка. Лопатката е плътно прилепнала към тялото и образува с раменната кост ъгъл от 105°. Лактите са разположени близо до тялото и сочат назад.
- Задни: здрави, успоредни, с правилна постановка и мускулести бедра. Ъгълът между бедрените и подбедрените кости е 130°. Скакателната става (петата) е добре оформена с ъгъл между костите около 140°.
- Стъпала (лапи): пръстите с добър свод и прибрани един към друг, завършващи със здрави нокти. Цветът на ноктите е в зависимост от цвета на коcmената покривка на пръстите: черен (при жълто-рижото оцветяване на коcmите на пръстите (или светъл) при бели лапи или пръсти).
- Походка: движенията са плавни. Типични алюри са тръс и галоп.

### Тяло
- Горна линия: права, с лек наклон надолу при крупата.
- Холка: средно висока, добре замускулена. Най-високата точка на тялото.
- Гръб: прав, широк, здрав, леко дълъг.
- Крупа: дълга, широка, леко наклонена назад, добре замускулена, малко по-ниска от холката.
- Гърди: широк фронт. Добре развит гръден кош, с леко овална форма, стигащ надолу до лактите, с леко извити ребра.
- Корем: прибран.

Опашка: ниско поставена, дебела в основата и постепенно изтъняваща към края. При спокойно състояние стига до скакателната става. При възбуда и по време на лов се носи вирната над нивото на гръбната линия в саблевидна форма.

### Козина
Покривните коcmи са твърди с дължина 6 – 10 cm, леко вълнисти, но не къдрави. Образуват малки кичури по цялото тяло с изключение на носния гръб, ушите, челото и темето, където са по-меки и по-къси. Коcmената покривка на опашката, предните крайници до лактите, и задните до средата на подбедрието е образувана от твърди, но по-къси коcmи.
Стопът е окоcmен с дълги коcmи, образуващи „перчем“.

Кожата на горната и долната челюст е добре окоcmена и се образуват характерни за породата „мустаци“ и „брада“. Над очите коcmената покривка оформя „вежди“.

Подкосъмът е плътен.

Цвят: цветът на коcmената покривка е жълто–риж в различни нюанси, от сламено жълт до тъмно риж. Този основен цвят може да бъде като цялостно покритие или да е комбиниран със сиво или черно–сиво седло. При кучета със седло покривните коcmи на врата и гърба на опашката може да са оцветени като седлото.

Главата трябва да е оцветена в основния цвят.

Бял цвят може да има по следните места:
- неголямо бяло петно на гърдите
- бели лапи
- бяла ивица на носния гръб и челото
- ограничени бели петна от едната или от двете страни на муцуната до носната гъба
- бял връх на опашката